# Lama (geologia)

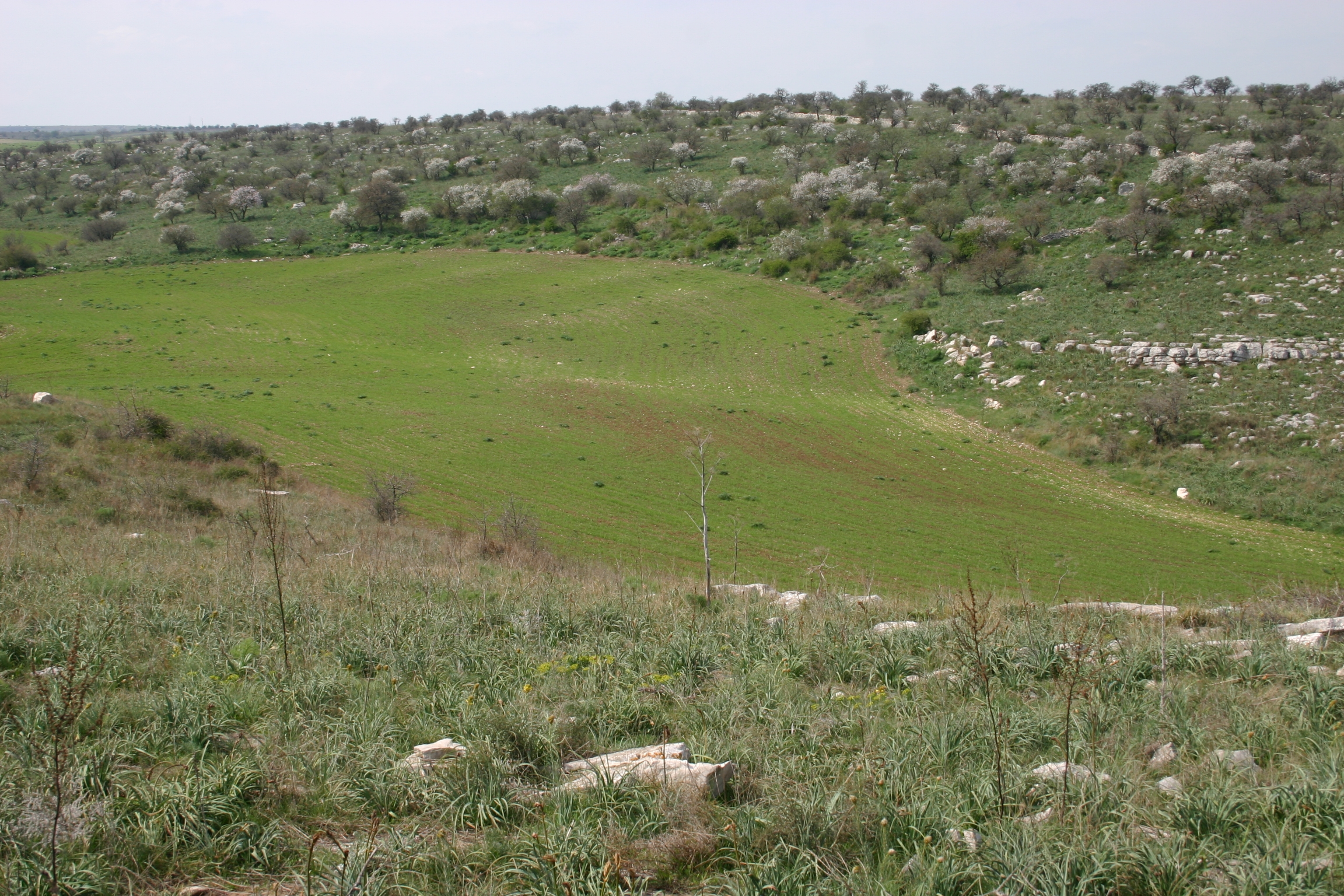
Alta Murgia: lama coltivata a frumento

In Puglia si definiscono lame i solchi erosivi poco profondi, tipici del paesaggio pugliese, che convogliano le acque meteoriche dall'altopiano della Murgia verso il punto di chiusura del bacino idrografico cui appartengono. Sono denominate lame anche i tratti terminali delle gravine, termine che designa invece incisioni profonde con sponde ripide.
Tali formazioni carsiche sono diffuse su tutto il territorio regionale ma principalmente nella città metropolitana di Bari e in parte della provincia di Taranto, in modo particolare a Palagiano. Lungo la costa barese si trovano le foci di ben nove lame che corrono dalla Murgia nord occidentale verso il mare Adriatico, mentre nel mar Ionio vi sono due lame importanti del comune ionico di Palagiano: la lama Lenne, che sfocia in mare, e la lama di Chiàtone che sfocia nel fiume Lato e muore sotto la torre del Lato nel mar Ionio.
Le lame vengono solitamente confuse con dei generici corsi d'acqua. La differenza tra lama e corso d'acqua è sostanziale, dal momento che nelle lame, a causa dell'elevata porosità del terreno, la circolazione superficiale è di piccola entità, mentre risulta prevalente nel sottosuolo. Inoltre, le lame trasportano acqua solo in corrispondenza di eventi di pioggia, raccogliendo le acque del bacino idrografico cui appartengono, mentre sono sostanzialmente asciutte in periodi normali.
La circolazione superficiale sulle lame è maggiore nei casi estremi di pioggia intensa. Esse contengono normalmente terra fertile, depositatasi grazie a fenomeni erosivi, e sono solitamente coltivate. Lame, che hanno trasportato acqua (superficialmento o nel sottosuolo) nel corso delle ere geologiche, si ritrovano anche in corrispondenza delle doline murgiane (come il Pulo di Altamura, il Pulicchio di Gravina, il Pulo di Molfetta e Gurio Lamanna) e ne provano l'origine carsica dovuta alla doppia azione erosiva, meccanica e chimica, dell'acqua trasportata dalle lame.

## Caratteristiche

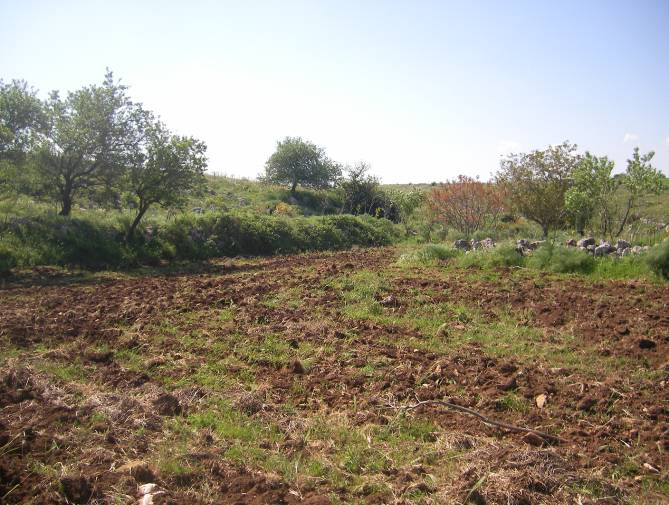
Una lama che convoglia l'acqua piovana nella dolina Pulo di Altamura

Le lame sono caratterizzate da terreni alluvionali formatisi nel corso del tempo, molto fertili, in contrapposizione ai terreni rocciosi calcarei tipici del territorio murgiano. Per tali ragioni, e per la presenza di acqua, sin dal neolitico le lame sono state sede di insediamenti antropici.
L'esistenza delle lame è dovuta proprio al carsismo della regione pugliese. I calcari fortemente fratturati delle Murge risultano essere assai permeabili all'acqua piovana (la roccia calcarea in sé è impermeabile, ma se fortemente fratturata, diviene molto permeabile).
La permeabilità della regione fa in modo che l'acqua circoli in piccola parte superficialmente e per la maggior parte nel sottosuolo. Nelle lame l'acqua circola anche superficialmente, ma è prevalente la percentuale di acqua che circola nel sottosuolo e che, orizzontalmente, segue quasi lo stesso percorso della lama. Ciò è dovuto all'effetto capillare (frangia capillare).
Lungo le pareti delle lame sono frequenti insediamenti rupestri scavati nel calcare tenero.
Di notevole interesse è la chiesa rupestre di Santa Candida l'esempio più importante del fenomeno rupestre nel territorio di Bari.
La chiesa di Santa Candida, ricavata sul fianco destro della lama Picone, risale al IX-X secolo ed è citata nel Codice Diplomatico Barese del 1192.

## Giurisprudenza
Il T.A.R. Puglia - Bari "Sezione III", nella Sentenza 11 giugno 2010, n. 2423, ha dato una definizione dei termini "lama o gravina", definendole, ai sensi dell'art. 1 co. 1 lett. c della L.R. 30/1990, come l'alveo torrentizio interessato dal deflusso di acque meteoriche.
Il giudice amministrativo specifica poi che:
Tale definizione assume notevole importanza in relazione alla tipicità territoriale del detto fenomeno geologico, infatti «tali peculiari configurazioni geologiche, caratteristiche del territorio pugliese, risultano tutelate con vincolo di inedificabilità dall'art. 51 lett. h della L.R. 56/80, tutela successivamente ribadita con la L.R. 30/90».

## Elenco
Un elenco non esaustivo delle innumerevoli lame pugliesi comprende:

### Città metropolitana di Bari
- Lama dell'Aglio
- Lama Balice
- Lamasinata
- Lama Villa Lamberti
- Lama Cupa
- Lama Martina
- Lama Cascione
- Lama Marcinase
- Lama Picone
- Lama Fitta
- Lama Valenzano (o torrente Valenzano)
- Lama San Marco
- Lama San Giorgio
- Lama Giotta
- Lama Santa Caterina
- Lama di spine
- Lama davruscio
- Lama di Lupo
- Lamalunga
- Lama Monachile

### Provincia di Barletta-Andria-Trani
- Lama Paterno (Bisceglie)
- Lama Santa Croce o Lama di Macina (Bisceglie)
- Lama via la marina (Bisceglie)

### Provincia di Brindisi
- Canale Reale

### Provincia di Taranto
- Lama di Vite
- Lama di Chiàtone
- Lama di Calzo
- Lama di Lenne
- Lama d'Uva
- Lama di Canale Cupo
- Lama di Castellaneta
- Lama di Canale San Martino